# Жапура
Жапура или Япура (на португалски: Japurá; на испански: Yapurá, Caqueta) е река в южната част на Колумбия (департаментите Каука, Путумайо, Какета и Амасонас) и северозападната част на Бразилия (щата Амазонас), ляв приток на Амазонка. Дължината ѝ е 2036 km, а площта на водосборния басейн – 276 812 km² (3,86% от водосборния басейн на Амазонка).
Река Жапура води началото си на 3440 m н.в., под името Какета, от източните склонове на Централните Колумбийски Кордилери, в департамента Каука. В най-горното си течение е типична планинска река с бурно течение и голям наклон. Източно от град Мокоа (административен център на департамента Путумайо) излиза от планините и на протежение около 700 km тече през крайните западни разклонения на Гвианската планинска земя, където образува множество бързеи, прагове и водопади (най-голям Упия). След водопада Упия и устието на левия си приток Яри навлиза в крайната северозападна част на Амазонската низина, като се превръща в голяма, широка и мощна река с бавно и спокойно течение. След устието на левия си приток Апапорис напуска територията на Колумбия и вече под името Жапура (или Япура) навлиза в Бразилия. В долното си течение образува множество ръкави, протоци и старици и се влива чрез два големи ръкава отляво в река Амазонка, на 25 m н.в. (кота на левия, долен ръкав), при малкото градче Алварайнс.
Основни притоци: леви – Ортегуаса (270 km), Кагуан (630 km), Куемани, Яри (620 km), Миритипарана (320 km), Апапорис (960 km, най-голям приток); десни – Мекая (620 km), Сенселя, Кауинари (550 km). Река Жапура е пълноводна целогодишна, но все пак от март до юли има повишен отток, когато силно се разлива в долното течение и образува десетки временни езера. Среден годишен отток при град Ла Педрера (на границата между Колумбия и Бразилия) 13 758 m³/s, минимален 1800 m³/s, максимален 19 800 m³/s. Плавателна е за плитко газещи речни съдове от устието до границата с Колумбия.